# Weinzierlein

Weinzierlein südliche Ortseinfahrt

Weinzierlein Feuerwehrhaus

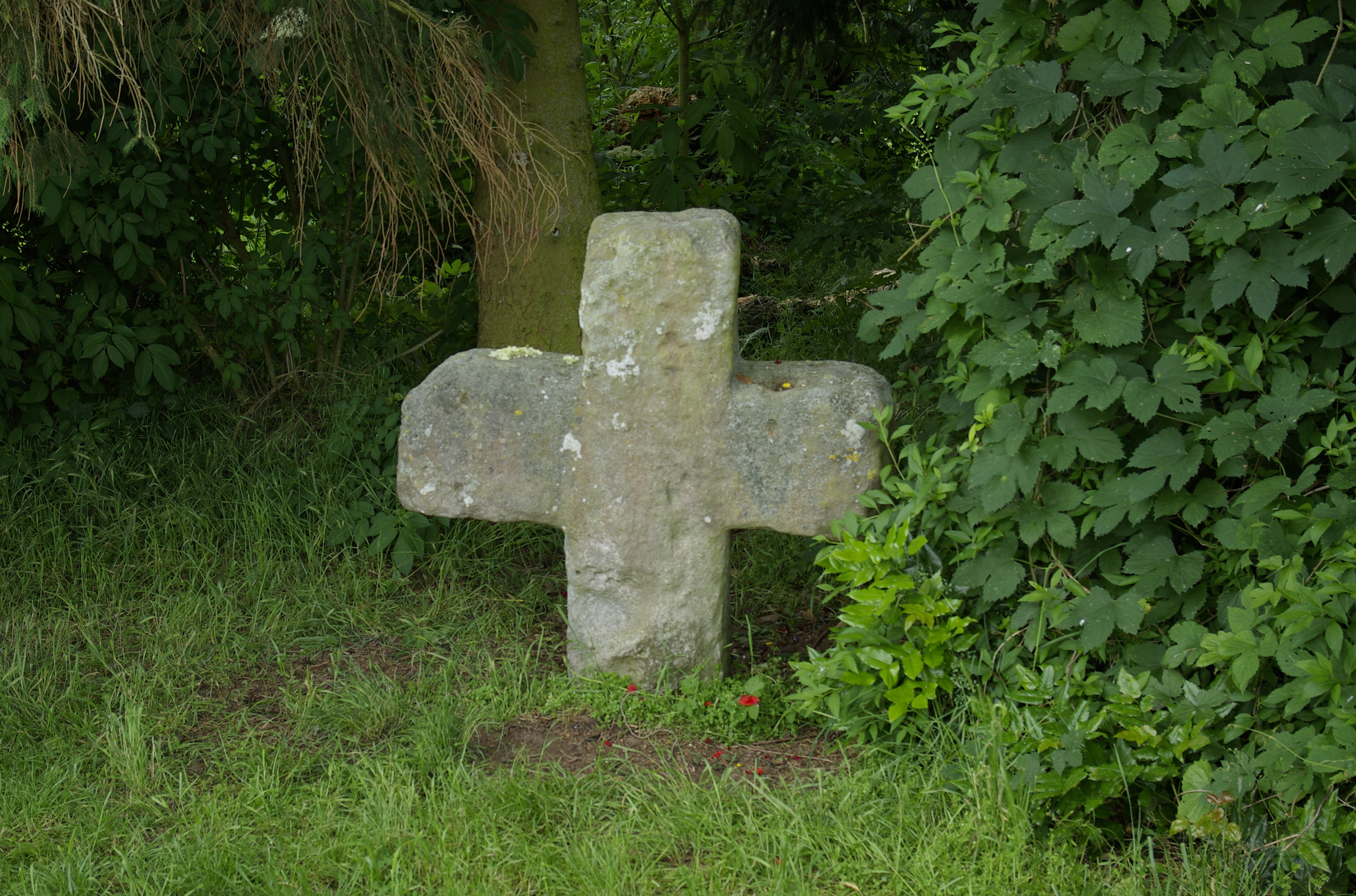
Steinkreuz auf dem Weg nach Neuses

Weinzierlein (fränkisch: Wain-dseala) ist ein Gemeindeteil der Stadt Zirndorf im Landkreis Fürth (Mittelfranken, Bayern). Die Gemarkung Weinzierlein liegt teils auf dem Gemeindegebiet von Zirndorf, teils auf dem Gemeindegebiet von Roßtal. Sie hat eine Fläche von 14,160 km² und ist in 2384 Flurstücke aufgeteilt, die eine durchschnittliche Fläche von 5939,52 m² haben. In ihr liegen neben dem namensgebenden Ort die Gemeindeteile Buttendorf, Herboldshof, Kernmühle, Neuses und Stöckach.

## Geographie
Das Dorf bildet mit dem östlich gelegenen Wintersdorf eine geschlossene Siedlung und liegt am Südufer der Bibert und am Roßtaler Mühlbach, der im Ort als rechter Zufluss in die Bibert mündet. Im Südwesten grenzt das Waldgebiet Erlach an, im Nordwesten jenseits der Bibert liegt das Waldgebiet Streitlach. Dort erhebt sich der Weinberg. Im Süden erhebt sich der Mäusbuck.
Die Staatsstraße 2445 verläuft nach Ammerndorf (3,3 km westlich) bzw. an Wintersdorf vorbei nach Zirndorf (5 km östlich). Die Staatsstraße 2409 verläuft nach Roßtal (3,1 km südlich). Eine Gemeindeverbindungsstraße verläuft an der Kernmühle vorbei nach Neuses (2,8 km südwestlich).

## Geschichte
Archäologische Funde wie die Hügelgräber im Erlach von Weinzierlein belegen, dass das Gebiet bereits gegen 1000 v. Chr. besiedelt war.
Die erste urkundliche Erwähnung erfolgte 1357, als Albrecht Ebner der Jüngere das „gut ze Weyzürl“ erhielt. Der Ortsname leitet sich vom mittelhochdeutschen Wort „wînzürl“ (=Winzer) ab. Ulrich und Eberhart von Henfenfeld übergeben 1377 Michael Grundherr, einem Nürnberger Bürger, ein Gut in „Weinzürl“. Burggraf Friedrich V. von Nürnberg verkaufte 1379 das Amt Roßtal an Ulrich Haller auf Wiederkauf. Es wurde auch der Ort „Weinzurel“ beschrieben. 1413 ist „Weinzurl“ dem Amt Roßtal angehörig und wurde von burggräflichen und nürnbergischen Untertanen bewohnt. 1414 wurde der Ort als „Weinczurel“ im Salbuch des Oberamtes von Cadolzburg erwähnt. Markgraf Friedrich von Brandenburg-Ansbach übergab 1426 6 Morgen Ackerland in „Weintzürel“ als Mannlehen an Fritz Mayr einen Schwabacher Bürger. 1430 gehörte „Weintzurel“ zur Pfarrei Roßtal.
Die meisten Dörfer in der unmittelbaren Umgebung zur Alten Veste wurden 1632 im Dreißigjährigen Krieg von den Truppen Wallensteins bei deren Rückzug zerstört. In Weinzierlein gab es 43 Tote.
Eine Urkunde aus dem Jahr 1666 bezeugt, dass die Herren von Leonrod einen Weingarten und einen Acker in „Weinzierl“ zu ihrem Besitz zählen. Mitglieder der Weinzierleiner Familie Humbser waren die Gründer einer Vorgängerin der heutigen Tucher Bräu. Gebäudeteile der ehemaligen Brauerei in Weinzierlein stehen noch. Überwiegend wurde zu dieser Zeit in Weinzierlein Landwirtschaft betrieben.
Gegen Ende des 18. Jahrhunderts gab es in Weinzierlein 16 Anwesen. Das Hochgericht und die Dorf- und Gemeindeherrschaft übte das ansbachische Richteramt Roßtal aus. Grundherren waren das Kastenamt Cadolzburg (3 Höfe, 1 Halbhof, 7 Güter, 1 Mühle und 1 Hirtenhaus) und das Landesalmosenamt der Reichsstadt Nürnberg (2 Güter und 1 Gütlein). 1804 gab es im Ort 16 Untertansfamilien, von denen 13 ansbachisch und drei nürnbergisch waren.
Von 1797 bis 1808 unterstand der Ort dem Justiz- und Kammeramt Cadolzburg. 1806 kam Weinzierlein an das Königreich Bayern. Im Rahmen des Gemeindeedikts wurde 1808 der Steuerdistrikt Weinzierlein gebildet, zu der Buttendorf, Herboldshof, Kernmühle, Neuses und Stöckach gehörten. Im selben Jahr wurde die Ruralgemeinde Weinzierlein gegründet, die deckungsgleich mit dem Steuerdistrikt war. Sie war in Verwaltung und Gerichtsbarkeit dem Landgericht Cadolzburg zugeordnet und in der Finanzverwaltung dem Rentamt Cadolzburg (1919 in Finanzamt Cadolzburg umbenannt). Ab 1862 gehörte Weinzierlein zum Bezirksamt Fürth (1939 in Landkreis Fürth umbenannt). Die Gerichtsbarkeit blieb beim Landgericht Cadolzburg (1879 in das Amtsgericht Cadolzburg umgewandelt), seit dem 1. März 1931 wird sie vom Amtsgericht Fürth wahrgenommen. Die Finanzverwaltung wurde am 1. Januar 1929 vom Finanzamt Fürth übernommen. Die Gemeinde hatte 1964 eine Gebietsfläche von 12,173 km².
Im Jahre 1884 wurde die Freiwillige Feuerwehr Weinzierlein gegründet.
Die bayerische Landesregierung genehmigte 1896 die Bildung eines eigenen Schulsprengels mit Sitz Wintersdorf für die Orte Bronnamberg, Leichendorf, Wintersdorf und Weinzierlein. 1898 wurde in Wintersdorf ein Schulgebäude errichtet.
Am 1. Mai 1978 wurde die Gemeinde Weinzierlein im Rahmen der Gebietsreform in Bayern aufgelöst. Eine Zusammenlegung mit der Gemeinde Leichendorf wurde von der bayerischen Staatsregierung abgelehnt. Es wurde eine Abstimmung durchgeführt, in der sich die knappe Mehrheit der Bürger des Ortes Weinzierlein für die Eingemeindung nach Zirndorf aussprachen. Dadurch wurde die Gemeinde Weinzierlein geteilt, die Orte Buttendorf, Herboldshof, Kernmühle, Neuses und Stöckach wurden nach Roßtal eingegliedert.
Das Feuerwehrhaus wurde 1986 umgebaut und erweitert.

### Baudenkmäler
- Neuseser Straße: Wegkreuz[15]

ehemalige Baudenkmäler
- Haus Nr. 18: Erdgeschossiges Wohnstallhaus von 1744. Überwiegend verputztes Fachwerk. Bemerkenswert der Fachwerk-Straßengiebel mit Mann-Figur und Andreaskreuzen; an der Unterseite des Aufzugsdächlein Inschrift „JWS 1744“ und Zimmererzeichen[16]
- Haus Nr. 19: Gastwirtschaft. Zugehörig ehemaliges Brauereigebäude (jetzt Scheune) des mittleren 18. Jahrhunderts. Zweigeschossig, von vier zu fünf Achsen. Erdgeschoss Sandsteinquader, mit breiten, dorischen Sandsteinquader, mit breiten, dorischen Eckpilastern, Rechteck- und kleinerem Stichbogentor. Fenster flach gerahmt (fast durchwegs zugesetzt). Obergeschoss und dreigeschossiger Giebel (Aufzugluken und -dächlein) Fachwerk. An späterem, anschließendem Trakt entlang der Straße Inschrifttafel „Johann Christoph Eckert 1825“, mit Brauerzeichen. An der Südseite des Hofes zweigeschossiges Wirtschaftsgebäude, um 1800. Erdgeschoss aus Sandsteinquadern. Obergeschoss und Giebel konstruktives Fachwerk. Schleppgauben. – An neuerem Nebengebäude eingemauerter Inschriftenstein des 18. Jahrhunderts; „Matthias Eckstein von Roßstall“ (mit Steinhauerzeichen); daneben älterer Kellerabstieg bezeichnet „Johann Christoph Eckert 1835“.[16]
- Haus Nr. 24: Zugehörig ein ehemals markgräfliches Gebäude, das im hohen Untergeschoss zu landwirtschaftlichen, im Obergeschoss zu Wohnzwecken diente. Gegen Mitte des 18. Jahrhunderts, traufseitig gedrückt mit korbbogigem Tor flankiert von zwei gleichartigen Türen; jeweils aufgedoppelte Türflügel mit rundköpfigen Ziernägeln. An Ecken und als Flankierung der Torachse gefugte Lisenen mit Reliefdekor pflanzlicher Motive in der Kapitellzone. Obergeschoss von sechs zu drei Fenstern in Kröpfrahmung mit Scheitelstein. Satteldach. Obergeschoss des Norddrittels später neu aufgemauert, Stirnseite hier mit Fachwerk.[16]

### Bodendenkmäler
In der Gemarkung Weinzierlein gibt es fünf Bodendenkmäler.

### Einwohnerentwicklung
Gemeinde Weinzierlein
| Jahr      | 1818   | 1840   | 1852   | 1855   | 1861   | 1867   | 1871   | 1875   | 1880   | 1885   | 1890   | 1895   | 1900   | 1905   | 1910   | 1919   | 1925   | 1933   | 1939   | 1946   | 1950   | 1952   | 1961   | 1970   |
| Einwohner | 509    | 570    | 588    | 568    | 582    | 558    | 575    | 558    | 576    | 584    | 534    | 528    | 498    | 503    | 495    | 490    | 500    | 494    | 501    | 892    | 864    | 819    | 853    | 1287   |
| Häuser    | 80     | 91     |        |        |        |        | 104    |        |        | 100    | 102    |        | 103    |        |        |        | 93     |        |        |        | 112    |        | 173    |        |
| Quelle    | [ 18 ] | [ 19 ] | [ 20 ] | [ 20 ] | [ 21 ] | [ 22 ] | [ 23 ] | [ 24 ] | [ 25 ] | [ 26 ] | [ 27 ] | [ 20 ] | [ 28 ] | [ 20 ] | [ 29 ] | [ 20 ] | [ 30 ] | [ 20 ] | [ 20 ] | [ 20 ] | [ 31 ] | [ 20 ] | [ 12 ] | [ 32 ] |

Ort Weinzierlein
| Jahr      | 001818 | 001840 | 001861 | 001871 | 001885 | 001900 | 001925 | 001950 | 001961 | 001970 | 001987 | 002007 |
| Einwohner | 180    | 210    | 189    | 178    | 182    | 143    | 160    | 301    | 411    | 807    | 1076   | 1338   |
| Häuser    | 26     | 26     |        |        | 30     | 32     | 32     | 42     | 85     |        | 268    |        |
| Quelle    | [ 18 ] | [ 19 ] | [ 21 ] | [ 23 ] | [ 26 ] | [ 28 ] | [ 30 ] | [ 31 ] | [ 12 ] | [ 32 ] | [ 33 ] |        |

## Religion
Der Ort ist seit der Reformation evangelisch-lutherisch geprägt und bis heute nach St. Laurentius (Roßtal) gepfarrt. Die Einwohner römisch-katholischer Konfession sind nach Christkönig (Roßtal) gepfarrt.

## Brauchtum
Weinzierlein ist Standort einer der fiktiven „Schafkopf-Akademien“, im Volksmund weit über den Großraum Nürnberg als „Kartelschule“ bekannt, siehe auch Schafkopf-Sprache.
Jeweils am ersten Wochenende im Monat August ist in Weinzierlein Kärwa.

## Verkehr

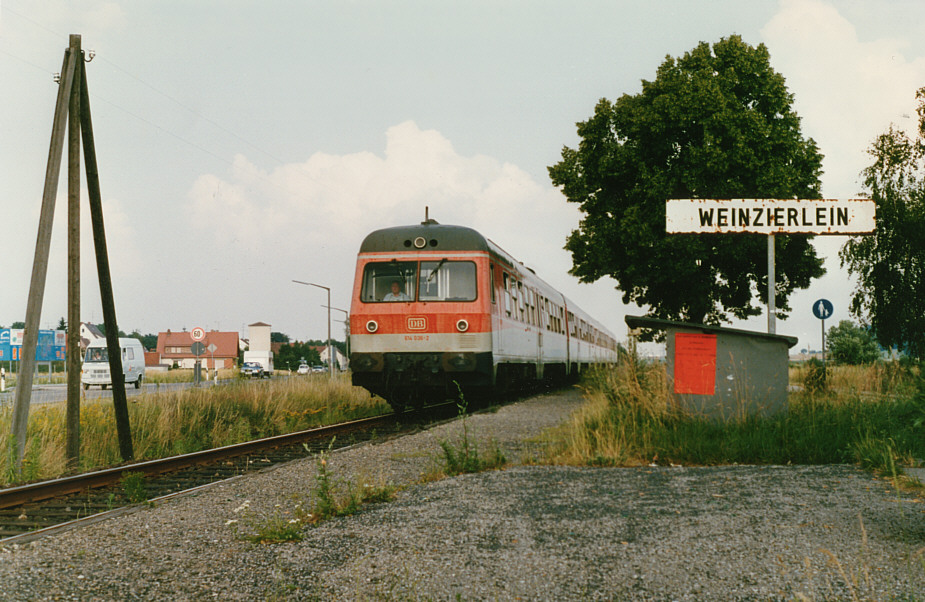
Nahverkehrszug im Haltepunkt Weinzierlein, Juli 1986

Zwischen dem 22. Mai 1914 und dem 26. September 1986 verband die Bibertbahn den Ort mit der Bahnstrecke Nürnberg–Crailsheim, der Haltepunkt befand sich auf der Ortsgrenze zwischen Wintersdorf und Weinzierlein. Seitdem ist Weinzierlein nur noch durch Buslinien an die U-Bahn Nürnberg an den U-Bahnhöfen Gustav-Adolf-Straße und Fürth Hauptbahnhof sowie an die Rangaubahn am Zirndorfer Bahnhof und die Bahnstrecke Nürnberg–Crailsheim in Anwanden angebunden. Weinzierlein liegt seit Gründung des Verkehrsverbund Großraum Nürnberg (VGN) in dessen Geltungsbereich.